# مدرسة الرستمية
مدرسة الرستمية؛ إحدى المدارس القديمة في المدينة المنورة.

## التاريخ
يعود تاريخ بناء المدرسة إلى القرن الثالث عشر الهجري القرن التاسع عشر الميلادي، وهي من المدارس التي احتوت تكوينها على رباط يسكن فيه طلاب العلم والعلماء كما احتوت على مكتبة كبيرة ملحقة بمبنى المدرسة. تقع المدرسة على الزقاق الرئيسي لحارة الأغوات شرق المسجد النبوي الشريف والذي يعرف بزقاق البقيع وهذا الزقاق هو الزقاق الواصل بين المسجد النبوي الشريف غربًا والبقيع شرقًا.

## الوصف
تتكون المدرسة من طابق واحد٬ ويقع مدخلها في الواجهة الشمالية٬ ويؤدي إلى فناء مكشوف مستطيل المساحة٬ يدور حوله حجرات مقببة يتقدمها رواق (سقيفة) يشرف على الفناء المكشوف ببائكة معقودة مدببة ترتكز على أعمدة أسطوانية لها تاج ذو قطاع متدرج.

## وصلات خارجية
- صورة مدرسة الرستمية